# Vrontous
Vrontous (græsk: Βροντούς, bulgarsk: Шарлия - Sharliya) er en bjergkæde i det nordøstlige Serres og de vestligste dele af den regionale enhed Drama i Grækenland . Dens højeste top er Ali Babas (græsk: Αλή Μπαμπάς) der er 1.849 moh. Andre bemærkelsesværdige toppe er Kour Lof (1.667 moh., sydvest for Ali Babas), Mavro vouno (1.653 moh. mod nordøst), Siderovouni (1.475 moh. mod øst) og Sarligia (1.404 moh. mod sydvest). Det er en tæt skovklædt og tyndt befolket bjergkæde. Den strækker sig mellem landsbyen Vamvakofyto i sydvest og Perithori i nordøst, over en længde på omkring 35 km. De nærmeste bjerge er Slavyanka/Orvilos mod nord og Menoikio mod sydøst.
De nærmeste større byer er Serres mod syd og Sidirokastro mod vest. I Vrontous-bjergene ligger landsbyerne Ano Vrontou, Kato Vrontou og Katafyto i øst, Achladochori i nord og Oreini i syd. Den græske nationalvej 63 / E79 (Serres - Sidirokastro - Promachonas - Bulgarien) passerer vest for bjergene. Det lille skisportssted Lailias ligger i Vrontous-bjergene.
Bjergene var rige på mineraler (sølv og jern), som er blevet udnyttet fra oldtiden til moderne tid. Dette bevidnes af opdagelsen af romerske miner og en jernovn nær landsbyen Oreini, og også omtalen af jernværker under den byzantinske og moderne tid i landsbyen Ano Vrontou.